# Anna Samuił
Anna Aleksandrowna Samuił (ros. Анна Александровна Самуил, ur. 1976 w Permie) – rosyjska śpiewaczka operowa (sopran).
Anna Samuił urodziła się w rodzinie muzyków. Wykształcenie muzyczne zdobywała poczynając od 5 roku życia. Ukończyła Moskiewskie Konserwatorium Państwowe im. Piotra Iljicza Czajkowskiego w klasie skrzypiec, a następnie, z wyróżnieniem, wydział wokalny w klasie Iriny Archipowej (2003).
Śpiewała główne partie wokalne w największych teatrach operowych na świecie, m.in. w: Staatsoper Unter den Linden w Berlinie, Operze Narodowej w Lyonie, Operze Narodowej w Hamburgu, Teatro alla Scala w Mediolanie oraz Metropolitan Opera w Nowym Jorku
1 września 2009 wystąpiła w bazylice Mariackiej w Gdańsku prezentując partie wokalne w Requiem wojennym op. 66 Benjamina Brittena na koncercie zorganizowanym w ramach Festiwalu Solidarity of Arts. 

## Nagrody i wyróżnienia
- 2000 · Międzynarodowy Konkurs im. Franco Corellego w Ankonie we Włoszech (3. nagroda)
- 2001 · Internationaler Gesangswettbewerb Neue Stimmen w Gütersloh w Niemczech (3. nagroda)
- 2001 · Międzynarodowy Konkurs Klaudia Taev (dla młodych śpiewaków operowych) w Parnawie w Estonii (1. nagroda)
- 2001 · XIX. Międzynarodowy Konkurs im. Michaiła Glinki w Czelabińsku w Rosji (1. nagroda)
- 2002 · XII. Międzynarodowy Konkurs im. Piotra Czajkowskiego w Moskwie (3. nagroda)
- 2003 · Stypendium Fundacji Iriny Archipowej w Moskwie
- 2004 · Konkurs im. Riccardo Zandonai w Riva del Garda we Włoszech (1. nagroda)

## Dyskografia
- Tschaikowski · Eugen Onegin (Gesamtaufnahme) · (DVD) · live von den Salzburger Festspielen 2007 · (Deutsche Grammophon)
- Rimski-Korsakow · Angel and Demon · (CD) · Anna Samuil (sopran), Alfredo Daza (baryton) · (Michael Storrs Music)
- The Winners of the XIX International Glinka Vocal Competition Chelyabinsk, 2001 (CD)